# John B. Long
John Benjamin Long (* 8. September 1843 in Douglass, Nacogdoches County, Texas; † 27. April 1924 in Rusk, Texas) war ein US-amerikanischer Politiker. Zwischen 1891 und 1893 vertrat er den Bundesstaat Texas im US-Repräsentantenhaus.

## Werdegang
Bereits im Jahr 1846 kam John Long mit seinen Eltern nach Rusk im Cherokee County, wo er private Schulen besuchte.  Während des Bürgerkrieges diente er in der Kavallerie im Heer der Konföderation. Nach dem Krieg studierte er Jura; er hat aber nie als Jurist gearbeitet. Stattdessen betätigte er sich als Pflanzer. Politisch schloss sich Long der Demokratischen Partei an.
Bei den Kongresswahlen des Jahres 1890 wurde er im zweiten Wahlbezirk von Texas in das US-Repräsentantenhaus in Washington, D.C. gewählt, wo er am 4. März 1891 die Nachfolge von William Harrison Martin antrat. Da er im Jahr 1892 von seiner Partei nicht mehr zur Wiederwahl nominiert wurde, konnte er bis zum 3. März 1893 nur eine Legislaturperiode im Kongress absolvieren. Bereits seit dem Jahr 1886 war Long auch im Zeitungsgeschäft in Rusk tätig. Diese Arbeit setzte er bis 1905 fort. In den Jahren 1913 und 1914 war er Abgeordneter im Repräsentantenhaus von Texas. Er starb am 27. April 1924 in Rusk, wo er auch beigesetzt wurde.